# Araguaiana (ort)
Araguaiana är en ort i Brasilien.   Den ligger i kommunen Araguaiana och delstaten Mato Grosso, i den centrala delen av landet, 400 km väster om huvudstaden Brasília. Araguaiana ligger 287 meter över havet och antalet invånare är 3 512.
Terrängen runt Araguaiana är huvudsakligen platt. Araguaiana ligger nere i en dal. Trakten runt Araguaiana är nära nog obefolkad, med mindre än två invånare per kvadratkilometer.. Det finns inga andra samhällen i närheten.
Omgivningarna runt Araguaiana är huvudsakligen savann.